# Nkosi Johnson
Nkosi Johnson (nascido Xolani Nkosi; 4 de fevereiro de 1989 – 1 de junho de 2001) foi uma criança sul-africana com HIV e AIDS que influenciou muito a percepção do público sobre a pandemia e seus efeitos antes de sua morte aos 12 anos. Ele ficou em quinto lugar entre os SABC3's Great South Africans. No momento da sua morte, ele era a criança que sobreviveu mais tempo nascida soropositiva na África do Sul.

## Biografia
Nkosi nasceu, filho de Nonthlanthla Daphne Nkosi, em um vilarejo perto de Dannhauser em 4 de fevereiro de 1989. Ele nunca conheceu seu pai. Nkosi era soropositivo desde o nascimento e foi legalmente adotado por Gail Johnson, uma profissional de Relações Públicas de Joanesburgo, quando a sua própria mãe, debilitada pela doença, já não tinha condições de cuidar dele.
O jovem Nkosi Johnson chamou a atenção do público pela primeira vez em 1997, quando uma escola primária no subúrbio de Melville, em Joanesburgo, recusou aceitá-lo como aluno devido ao seu estatuto soropositivo. O incidente causou furor ao mais alto nível político – a Constituição da África do Sul proíbe a discriminação com base no estado médico – e a escola posteriormente reverteu a sua decisão.
A mãe biológica de Nkosi morreu de HIV/AIDS no mesmo ano em que ele começou a estudar. A sua própria condição piorou continuamente ao longo dos anos, embora, com a ajuda de medicação e tratamento antirretroviral, ele conseguisse levar uma vida bastante ativa na escola e em casa.

Nkosi foi o orador principal na 13ª Conferência Internacional sobre a AIDS, onde encorajou as pessoas com HIV/AIDS a serem abertas sobre a doença e a procurarem tratamento igual. Nkosi terminou o seu discurso com as palavras:
Cuide de nós e nos aceite – somos todos seres humanos. Somos normais. Nós temos mãos. Nós temos pés. Podemos caminhar, podemos falar, temos necessidades como todas as outras pessoas – não tenha medo de nós – somos todos iguais!
Nelson Mandela referiu-se a Nkosi como um “ícone da luta pela vida”.
Juntamente com a sua mãe adotiva, Nkosi fundou um refúgio para mães soropositivas e seus filhos, Nkosi's Haven, em Joanesburgo. Em novembro de 2005, Gail representou Nkosi quando ele recebeu postumamente o Prêmio internacional da Criança das mãos de Mikhail Gorbatchov. Nkosi's Haven recebeu um prêmio de US$ 100.000 da KidsRights Foundation.
No final de 2000, após retornar de uma viagem ao exterior, aos Estados Unidos, Johnson começou a se sentir mal. Logo depois do Natal daquele ano, ele desmaiou. Diagnosticado com danos cerebrais, ele teve várias convulsões e entrou em coma. Ele morreu em 1 de junho de 2001. Nkosi está enterrado no Cemitério Westpark em Joanesburgo.

## Legado
- A vida de Nkosi é o tema do livro We Are All the Same de Jim Wooten.[9]
- O poeta M. K. Asante dedicou seu livro de 2005, Beautiful. And Ugly para Nkosi. O livro também traz um poema intitulado "The Spirit of Nkosi Johnson".[10]
- Uma canção intitulada "Do All You Can", com o subtítulo de canção de Nkosi, foi gravada pelo grupo musical espiritual Devotion.
- As palavras de Nkosi são a inspiração da música "We Are All the Same" escrita por NALEDi em junho de 2001. Esta música foi gravada e lançada em seu álbum de 2003, In The Rain.
- A sede do CAFCASS no Department for Education and Skills (Sanctuary Buildings), em Londres, tem uma sala de reuniões com o nome de Johnson.
- A Universidade de Stellenbosch tem uma residência com seu nome em seu Campus Médico em Tygerberg.
- A estatueta recebida pelo vencedor do Prêmio internacional da Criança leva o nome de Nkosi em sua homenagem.[11]
- Em 4 de fevereiro de 2020, o Google celebrou Johnson com um doodle em sua homenagem no que seria seu 31º aniversário.[12]